# テルミーめがね 〜君だけに贈る 恋の生放送〜
「テルミーめがね 〜君だけに贈る 恋の生放送〜」（テルミーめがね きみだけにおくるこいのなまほうそう）は、YKB14（ラジオ番組「ゆずのオールナイトニッポンGOLD(通称：yanng)」の企画で生まれたアイドルユニット）の配信限定シングル。2012年12月12日にセーニャ・アンド・カンパニーから配信された。

## 概要
詳細はゆずのオールナイトニッポンGOLD#ラジオアイドルを参照のこと。
2012年8月21日の放送で初解禁された。
YKB14は元々リスナーからの公募を経た上で決定した3人組のユニットだったが、結成からレコーディングまでに時間が経ちすぎたためメンバーの1人と連絡が取れなくなり、急遽ニッポン放送アナウンサーの箱崎みどりがサブボーカルとして加わった。楽曲にはコーラスでゆずの二人らも参加している。
レコチョクで初日106位を記録した。

## 収録曲
1. テルミーめがね 〜君だけに贈る 恋の生放送〜
  - 作詞：yanng放送作家陣・ゆず / 作曲：ゆず・シクラメン